# Sporazum o normalizaciji odnosa između Republike Hrvatske i SRJ
Sporazum o normalizaciji odnosa između Republike Hrvatske i SRJ, pravni dokument kojima se reguliraju posljeratni odnosi između Republike Hrvatske i Savezne Republike Jugoslavije. Potpisan je u Beogradu 23. kolovoza 1996. godine, a potpisnici su bili, s hrvatske strane, Mate Granić, ministar vanjskih poslova RH i, s jugoslavenske strane, Milan Milutinović, ministar vanjskih poslova SRJ. Zastupnički dom Hrvatskog sabora potvrdio je sporazum 20. rujna iste godine.

## Odredbe sporazuma
Sporazumom o normalizaciji odnosa uređeni su odnosi između Republike Hrvatske i SRJ nakon Domovinskog rata. U čl. 1. Sporazuma obje zemlje se obvezuju da će poštovati jedna drugu kao neovisne, suverene i ravnopravne države u okviru svojih međunarodnih granica. Nadalje, dogovoreno je da će, u skladu s međunarodnim pravom, poštovati teritorijalnu cjelovitost i neovisnost druge ugovorne stranke te provesti uređenje svojih granica i razgraničenje samo međusobnim dogovorom, da će rješavati sporove mirnim putem i suzdržavati se od prijetnji ili uporabe sile, u skladu s Poveljom Ujedinjenih naroda. Također, obje države se obvezuju da će jačati međusobne odnose i povjerenje, uspostaviti diplomatske odnose.
U čl. 5., Republika Hrvatska konstatira postojanje državnog kontinuiteta Savezne Republike Jugoslavije, polazeći od povijesne činjenice da su Srbija i Crna Gora postojale kao neovisne države prije stvaranja Jugoslavije, a imajući u vidu činjenicu da je Jugoslavija produljila međunarodnopravni subjektivitet ovih država. S druge strane, Savezna Republika JUgoslavija konstatira postojanje kontinuiteta hrvatske državnosti, polazeći od povijesne činjenice postojanja različitih državnih oblika organiziranja Hrvatske u prošlosti.
U daljnjem tekstu navodi se da su obje države suglasne da pitanja sukcesije SFRJ rješavaju na temelju pravila međunarodnog prava o sukcesiji država te sporazumno. Također, obvezuju se raditi na zbrinjavanju izbjeglica i prognanika, proglašavanju općeg oprosta, osim za najteže povrede humanitarnog prava koje imaju karakter ratnih zločina i provedbi Erdutskog sporazuma.
Sporazumom je dogovoreno i da će u roku od šest mjeseci ugovorne stranke sklopit Sporazum o naknadi za svu uništenu, oštećenu ili nestalu imovinu i poseban ugovor o socijalnom osiguranju koji će uključiti invalidsko, zdravstveno i mirovinsko osiguranje, ukljućujući i isplatu mirovina te da će se nastaviti suradnju u normalizaciji cestovnog, željezničkog, zračnog i rječnog prometa na temelju načela uzajamnosti i dobrosusjedstva (čl. 10.).

## Pitanje naknade ratnih šteta
Zadnja tri stavka čl. 7. Sporazuma glase:
Svaka Ugovorna stranka jamči jednaku pravnu zaštitu imovine fizičkih i pravnih osoba k~je imaju državljanstvo druge Ugovorne stranke, odnosno sjedište na području druge Ugovorne stranke, kao onu koju imaju njeni državljani, odnosno njezine pravne osobe.
U roku od šest mjeseci od stupanja na snagu ovog Sporazuma, Ugovorne stranke sklopit će Sporazum o naknadi za svu uništenu, oštećenu ili nestalu imovinu. Tim Sporazumom utvrdit će se postupci ostvarivanja prava na pravičnu naknadu koji neće uključivati sudske postupke.
U cilju provedbe obveza iz ovog članka osnovat će se. u roku od 30 dana od dana potpisivanja ovog Sporazuma, zajednička komisi.ja sastavljena od po tri predstavnika svake Ugovorne stranke.
U proteklom razdoblju je Republika Hrvatska isplaćivala naknade za ratne štete na imovini (obnova infrastrukture, javnih objekata i privatnih kuća, dodjela stanova obiteljima koje su preseljene povodom ratnih zbivanja, a koje su u socijalizmu imali stanarska prava) i na osobama (mirovine i dr.), i to u visini od oko 5,5 milijardi eura, zaključno s 2012. god. Nije zabilježeno da bi Srbija kao pravni sljednik SR Jugoslavije - plaćala naknade čak ni za štete izazvane izravnom vojnom akcijom s teritorija Srbije poput primjerice onih u Bitki za Vukovar. Ratni zatočenici logora u Srbiji predlažu vlastima Republike Hrvatskoj da ugrade ova pitanja u pregovore za pristupanje Republike Srbije u Europsku uniju, ali Hrvatska to pitanje za sada ne postavlja.
Crna Gora, kao preostali sljednik SR Jugoslavije, počela je 2010. godine isplaćivati naknade štete privatnim osobama na području Dubrovnika, te je nakon sudskih postupaka plaćena stanovita odšteta zatočenicima zarobljeničkog logora "Morinj", te vlasnicima u ratu postradale imovine.